# Johannedal
Johannedal är stadsdelsområde i tätorten Sundsvall i Sundsvalls kommun, belägen omkring tio kilometer norr om Sundsvall. Den ursprungliga orten ligger vid Alnösundet mitt emot Alnön och i nära anslutning till Alnöbron, som var Sveriges längsta bro tills Ölandsbron byggdes.
Alldeles väster om Johannedal ligger Sköns kyrka och handelsområdet Birsta. I norr gränsar Johannedal till stadsdelsområdet Sundsbruk och i söder till Tunadals sågverk och tätorten Tunadal

## Historia
År 1884 uppfördes ångsågen Johannedal vid Alnösundet. Namnet fick den efter grundaren Jonas Johansson. Kring bruket, som under 1900-talet utvecklas till en trähusfabrik, växte ett brukssamhälle upp. Detta Johannedal gav sedan namn åt hela den nuvarande tätorten. 
Johannedal var tidigare känt för Johannedals trävaru AB, som drev hyvleri och lådfabrik på orten. Driften arrenderades från 1927 av Ankarsviks ångsågs AB.
Nedanför Sköns kyrka började åkermarken i byn Ljustas östra del bebyggas 1969. Det nya samhället fick namnet Ljustadalen och växte efter hand ihop med bruksorten. 

### Befolkningsutveckling
| Befolkningsutvecklingen i Johannedal 1995–2015                  | Befolkningsutvecklingen i Johannedal 1995–2015 | Befolkningsutvecklingen i Johannedal 1995–2015 | Befolkningsutvecklingen i Johannedal 1995–2015 | Befolkningsutvecklingen i Johannedal 1995–2015 |
| --------------------------------------------------------------- | ---------------------------------------------- | ---------------------------------------------- | ---------------------------------------------- | ---------------------------------------------- |
|                                                                 |                                                |                                                |                                                |                                                |
| År                                                              |                                                |                                                | Folkmängd                                      | Areal (ha)                                     |
| 1995                                                            | 1995                                           |                                                | 2 641                                          | 197                                            |
| 2000                                                            | 2000                                           |                                                | 2 596                                          | 197                                            |
| 2005                                                            | 2005                                           |                                                | 2 592                                          | 197                                            |
| 2010                                                            | 2010                                           |                                                | 2 754                                          | 201                                            |
| Anm.: Utbruten ur Tunadal 1995. Sammanvuxen med Sundsvall 2015. |                                                |                                                |                                                |                                                |

## Samhället
Dagens stadsdelsområde inkluderar bostadsområdet Ljustadalen där ortens centrum med hälsocentral och grundskola ligger. I Ljustadalen ligger också Anstalten Ljustadalen